# Fredy Stach
Fredy Stach (* 1. April 1936 in Berlin; † 3. April 2007 in Edemissen) war ein deutscher Politiker (SPD). 
Stach wurde zunächst Melker, machte aber 1955 das Abitur und studierte Mathematik und Physik in der Freien Universität Berlin. 1964 legte er das Zweite Staatsexamen ab und wurde Lehrer an der Freiherr-vom-Stein-Oberschule in Berlin-Spandau. Ab 1971 arbeitete er an der Lessing-Oberschule in Berlin-Wedding.
Seit 1965 war Stach Mitglied der SPD und wurde 1971 in die Bezirksverordnetenversammlung im Bezirk Spandau gewählt. Im Februar 1974 rückte er für ein Jahr in das Abgeordnetenhaus von Berlin nach. Bei der Wahl zum Abgeordnetenhaus 1979 konnte Stach das Direktmandat für den Wahlkreis Spandau 8 gewinnen. Bei der Berliner Wahl 1989 wurde er zum Bezirksstadtrat für Jugend und Sport im Bezirk Spandau gewählt. Zehn Jahre übte er bis 1999 das Amt aus.
Im September 2000 zeichnete der Bundespräsident Johannes Rau Stach mit dem Bundesverdienstkreuz am Bande aus.